# Thanh Đức, Thanh Chương
Thanh Đức là một xã thuộc huyện Thanh Chương, tỉnh Nghệ An, Việt Nam.
Xã Thanh Đức có diện tích 170.01 km², dân số năm 2002 là 4870 người, mật độ dân số đạt 29 người/km².